# Prohibition in den Vereinigten Staaten
Die Prohibition in den Vereinigten Staaten war das landesweite Verbot der Herstellung, des Transports und des Verkaufs von Alkohol durch den 18. Zusatzartikel zur Verfassung der Vereinigten Staaten von 1920 bis 1933. Diese Prohibition wurde auch als The Noble Experiment (englisch für „Das ehrenhafte Experiment“) bezeichnet. Unter dem erheblichen Druck der Enthaltungsbewegung schlug der Senat der Vereinigten Staaten den 18. Zusatzartikel am 18. Dezember 1917 vor. Nachdem er von 36 Staaten angenommen worden war, wurde er am 16. Januar 1919 ratifiziert und trat ein Jahr später in Kraft. Einige Staaten hatten bereits zuvor Prohibitionen durchgesetzt.
Der National Prohibition Act, auch Volstead Act nach Andrew Volstead, dem damaligen Vorsitzenden des Rechtsausschusses des US-Repräsentantenhauses, passierte den Kongress trotz des Vetos von Präsident Woodrow Wilson am 28. Oktober 1919. Das Gesetz definierte die berauschenden alkoholischen Getränke.
Obwohl Alkohol nun verboten war, wurde wenig getan, um das Gesetz durchzusetzen. Die illegale Produktion und Verbreitung von Alkohol breitete sich rasch aus, und die Regierung hatte nicht die Mittel und den Willen, jede Grenze, jeden Fluss oder See und jedes Speakeasy (englisch „Flüsterkneipe“) in Amerika zu überwachen. Allein in New York City stieg die Anzahl dieser Flüsterkneipen von 1922 bis 1927 von rund 5.000 auf 30.000. Andere Schätzungen für 1927 gehen sogar von 30.000 bis 100.000 Speakeasy-Clubs aus. Insgesamt hat die Prohibition jedoch zu einem Rückgang des Alkoholkonsums sowie der alkoholbedingten Krankheiten und Todesfälle geführt.
Die Prohibition wurde während der Großen Depression zunehmend unpopulär, insbesondere in großen Städten. Am 23. März 1933 unterzeichnete Präsident Franklin D. Roosevelt ein als Cullen-Harrison Act bekannt gewordenes Gesetz, um den Volstead Act aufzuheben und Herstellung und Verkauf bestimmter alkoholischer Getränke zu erlauben. Am 5. Dezember 1933 hob die Unterzeichnung des 21. Verfassungszusatzes den 18. Zusatzartikel auf.

## Vorgeschichte

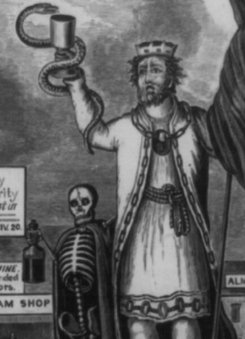
Warnung vor König Alkohol auf Plakaten und Flugschriften

Schon lange hatte es gesellschaftliche Kämpfe um das Alkoholverbot gegeben: Zu Beginn des 19. Jahrhunderts richteten sie sich vor allem gegen den Konsum von Branntwein, v. a. Whiskey, der extreme Ausmaße angenommen hatte, bis er um die Mitte des Jahrhunderts wieder zurückging. Saloonbesitzer versuchten, ihren Gewinn durch Glücksspiel und Prostitution zu vergrößern und versuchten zudem mit neuartigen Werbemethoden, Kunden zum Alkoholkonsum zu bewegen.
Verschiedene Gruppierungen bekämpften zunächst auf der Ebene von Gemeinden und Bundesstaaten den Alkoholkonsum. Seit 1869 existierte im politischen Bereich die Prohibition Party. Sehr aktiv war auch der „Christliche Frauenbund für Abstinenz“ (Woman’s Christian Temperance Union) und dann schließlich seit dem ausgehenden 19. Jahrhundert die Anti-Saloon League, also etwa das „Bündnis gegen die Kneipen“. Die Anti-Saloon League wurde 1893 in Oberlin (Ohio) gegründet. Sie fand so schnell neue Anhänger, dass vermehrt lokale Prohibitionen ausgesprochen wurden, und verbreitete sich schnell über das ganze Land. Diese Bewegung steht im Zusammenhang mit anderen gesellschaftlichen Bewegungen jener Zeit: Anhänger der Prohibition waren fast ausschließlich evangelikale Protestanten und stammten aus dem ländlichen oder kleinstädtischen Amerika im Süden und Mittleren Westen. Sie betrachteten den Alkoholkonsum als Wurzel allen Übels, die durch Industrialisierung, das Anwachsen der Arbeiterklasse, durch Einwanderung und das Leben in Großstädten die traditionellen gesellschaftlichen Werte bedrohte: Alkohol wurde mit Gewalt, organisierter Kriminalität und politischer Korruption in Verbindung gebracht, die gemäß dem Zeitgeist der Progressive Era und ihrem Willen zur Reform der Gesellschaft bekämpft wurde. Politisch waren die Anhänger der Prohibition zumeist in der Republikanischen Partei beheimatet. Außerdem befanden sich unter ihnen auch Unternehmer, so etwa Henry Ford, die sich mit einem Verbot des Alkoholkonsums eine bessere Disziplinierung und höhere Leistungsfähigkeit ihrer Arbeiter erhofften. Vielfach wurden die Bewegungen für die Einführung der Alkoholprohibition von Frauen getragen, da viele Ehefrauen und Mütter unter trinkenden und gewalttätigen Ehemännern litten und das Leben von Familien zerstört wurde. Es bestanden auch Überschneidungen zur Frauenbewegung: Nicht zufällig wurde zur fast gleichen Zeit auch ein Verfassungszusatz zum Frauenwahlrecht verabschiedet. Die politische Elite der USA stellte sich nur zögerlich auf die Seite der Befürworter der Prohibition, da sie von den Brauereien und Destillerien, die ein hohes Steuereinkommen generierten, finanziell abhängig war. Dies änderte sich erst mit der Einführung der Einkommensteuer auf Bundesebene 1913. Das Bild, auch in der öffentlichen Wahrnehmung, änderte sich erst während des Ersten Weltkriegs, als die USA auf der Seite der Entente in den Krieg gegen das Deutsche Kaiserreich und seine Verbündeten eintraten. Der Verfassungszusatz zur Einführung der Prohibition wurde nur wenige Monate nach Kriegsende verabschiedet. Da fast alle großen Brauereien in deutscher Hand waren und der Bierkonsum mit der Kultur der Deutschamerikaner assoziiert wurde, galt Alkoholkonsum von nun an als unpatriotisch und „unamerikanisch“.
Als Gegenbewegung formierten sich die Anti-Temperance-Societies, die beispielsweise unter den Baptisten eine starke Fraktion hatten. Sie hielten den Alkohol weiterhin für eine Gabe Gottes.
Auf bestimmten amerikanischen Landkarten erschienen die „trockengelegten Zonen“ – zunächst vor allem auf dem Land. 1851 wurde in einem ersten amerikanischen Bundesstaat, in Maine, die Prohibition eingeführt. Bis 1916 war die Prohibition in 23 Staaten eingeführt, in 17 davon durch Volksabstimmung.

## Einführung
Bewegungen gegen den Alkoholkonsum, primär religiös motiviert, hatte es in den USA seit langem gegeben. Der erhöhte Lebensmittelbedarf während des Krieges leistete dieser Bewegung weiteren Vorschub, so dass ab 1917 die Befürworter eines Verbots im Kongress in der Mehrheit waren. Im Dezember 1917 beschlossen die beiden Häuser des Kongresses mit den notwendigen Zweidrittelmehrheiten eine Verfassungsänderung, für deren Inkrafttreten zudem die Zustimmung von drei Vierteln der einzelnen Bundesstaaten notwendig war. Der Weg über eine Verfassungsänderung anstatt über ein einfaches Gesetz des Kongresses war nötig, da laut Verfassung solche Handelsbestimmungen den einzelnen Bundesstaaten vorbehalten waren und der Kongress somit auf dem Wege der normalen Gesetzgebung kein bundesweites Handelsverbot erlassen konnte. Die Dreiviertelmehrheit unter den Bundesstaaten wurde im Januar 1919 erreicht, so dass die Verfassungsänderung als 18. Zusatzartikel ("Amendment") in Kraft treten konnte. Gegen das im Text des Zusatzartikels vorgesehene Umsetzungsgesetz (offiziell National Prohibition Act, gemeinhin aber Volstead Act genannt) legte zunächst Präsident Woodrow Wilson sein Veto ein, welches aber vom Kongress überstimmt wurde; es trat letztlich am 16. Januar 1920 in Kraft.

AMENDMENT XVIII
Section 1.

After one year from the ratification of this article the manufacture, sale, or transportation of intoxicating liquors within, the importation thereof into, or the exportation thereof from the United States and all territory subject to the jurisdiction thereof for beverage purposes is hereby prohibited.
Section 2.

The Congress and the several States shall have concurrent power to enforce this article by appropriate legislation.
Section 3.

This article shall be inoperative unless it shall have been ratified as an amendment to the Constitution by the legislatures of the several States, as provided in the Constitution, within seven years from the date of the submission hereof to the States by the Congress.

„18. Zusatz
- Abschnitt 1. Nach Ablauf eines Jahres nach der Ratifikation dieses Artikels sind Erzeugung, Verkauf oder Transport berauschender alkoholischer Getränke innerhalb des Gebietes der Vereinigten Staaten sowie Ein- und Ausfuhr aus den Vereinigten Staaten sowie allen Gebieten, die deren Zuständigkeit unterstehen, hiermit verboten.
- Abschnitt 2. Der Kongress und die einzelnen Bundesstaaten werden gleichzeitig befugt, diesen Artikel durch entsprechende Gesetze durchzusetzen.
- Abschnitt 3. Dieser Artikel wird unwirksam, falls er nicht innerhalb von sieben Jahren vom Zeitpunkt seiner Unterbreitung durch den Kongress an die Bundesstaaten durch die Gesetzgeber der einzelnen Bundesstaaten als Zusatzartikel der Verfassung bestätigt wird.“

Die Prohibition fand zu einer Zeit statt, in der sich durch die Einführung des Frauenwahlrechts Frauen dieses Recht erst erkämpfen mussten. Um 1900 hatten erst elf Staaten Frauen ein Wahlrecht eingeräumt. Am 28. August 1920 wurde das Frauenwahlrecht schließlich in die Verfassung aufgenommen. Sigmund Freud schrieb in diesem Zusammenhang 1927 in „Die Zukunft einer Illusion“:

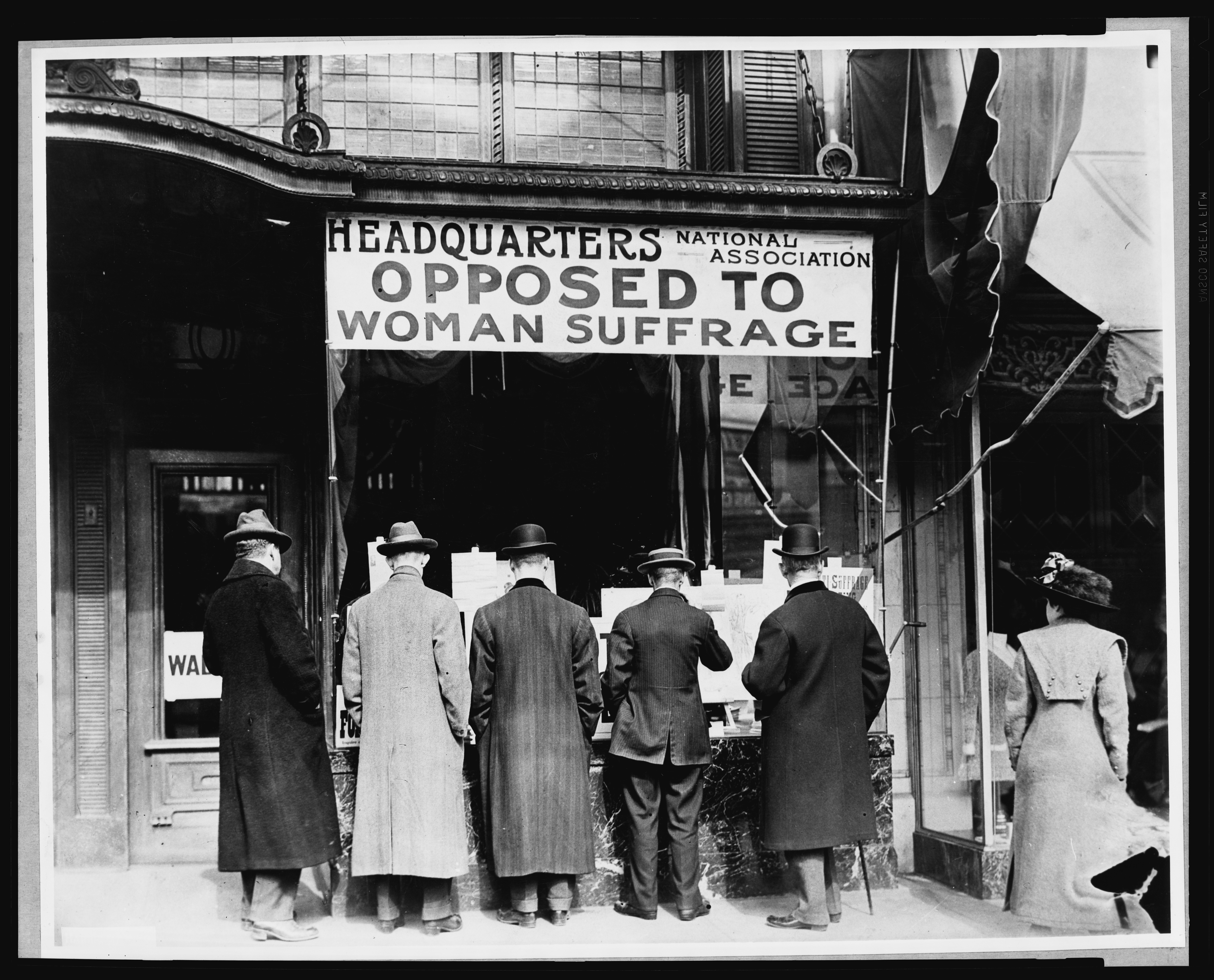
Schaufenster der amerikanischen Antisuffragisten-Organisation

„Wer durch Dezennien Schlafmittel genommen hat, kann natürlich nicht schlafen, wenn man ihm das Mittel entzieht. Dass die Wirkung der religiösen Tröstungen der eines Narkotikums gleichgesetzt werden darf, wird durch einen Vorgang in Amerika hübsch erläutert. Dort will man jetzt den Menschen – offenbar unter dem Einfluss der Frauenherrschaft – alle Reiz-, Rausch- und Genussmittel entziehen und übersättigt sie zur Entschädigung mit Gottesfurcht. Auch auf den Ausgang dieses Experiments braucht man nicht neugierig zu sein“

## Gesundheitliche Vorteile
Die signifikante Senkung des Alkoholkonsums, welche die Prohibition hervorbrachte, zeigte auch positive Auswirkungen, und zwar auf die kollektive Gesundheit jener Zeit. Ein Risiko übermäßigen Alkoholkonsums ist Leberzirrhose, die tödlich verlaufen kann. So erreichte die Zahl der alkoholbedingten Todesfälle und Krankheiten nicht deren Ausmaß wie zu Zeiten des legalen Alkoholkonsums.

## Negative Auswirkungen

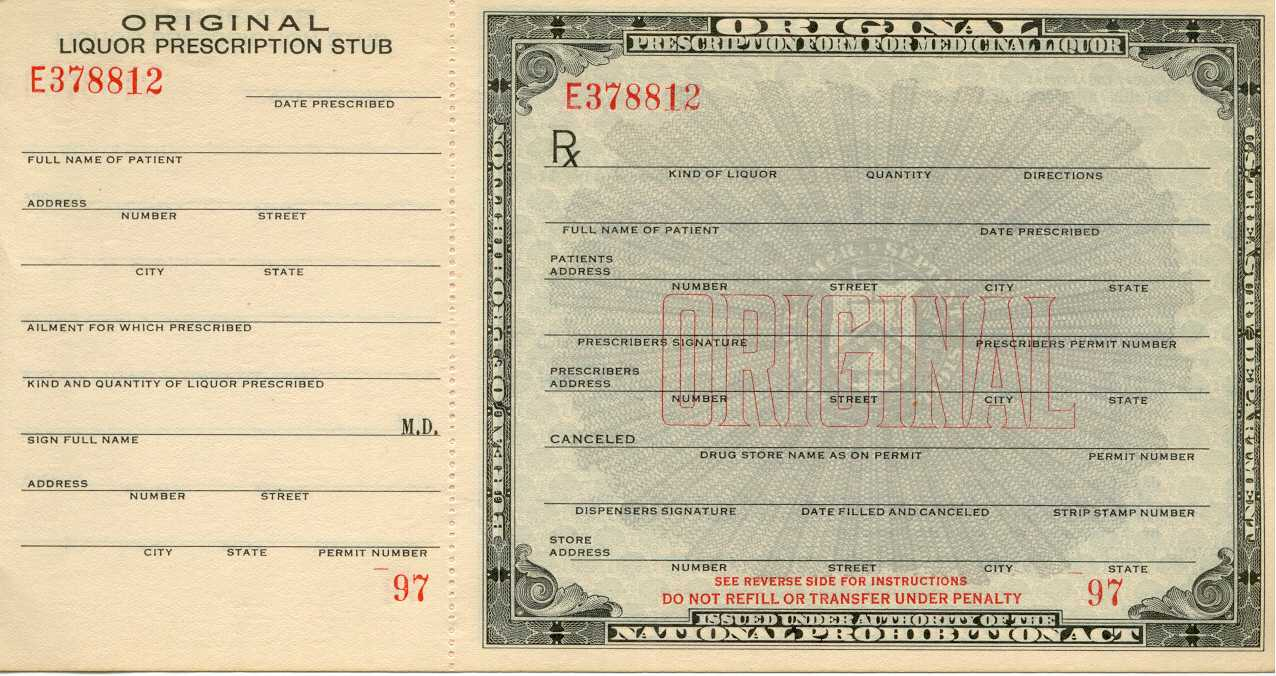
Ein Formular für ein ärztliches Rezept (Medicinal Alcohol form)

Das Ziel, die Kriminalität zu senken, wurde nicht erreicht. Die landesweit rund 2.300 nur gering entlohnten Prohibitionsagenten waren nicht in der Lage, das Verbot vollständig durchzusetzen. In den Folgejahren entwickelte sich das illegale Geschäft sehr zügig, da die Nachfrage nach Alkohol nicht endete. Als Straftat wurde nur der Verkauf gewertet, nicht der bloße Konsum. Allein von 1920 bis 1921 stieg die Kriminalität um 24 % an. Auch über die ganzen 1920er Jahre nahm die Kriminalität stark zu, die organisierte Kriminalität gedieh, Mafiabanden wie denen von Al Capone und Johnny Torrio gelang es, eine regelrechte „firmeneigene“ Alkohol-Industrie aufzubauen, in der sie das Verbot durch überhöhte Preise auszunutzen verstanden. Die Prohibition brachte hervor:
- 13 % mehr schwere Verbrechen
- 81 % mehr Fälle der Trunkenheit am Steuer (wobei hier allerdings der gleichzeitige Anstieg der Zahl der vorhandenen Autos berücksichtigt werden muss)
- 9 % mehr andere Delikte

In der organisierten Kriminalität gab es folgende Entwicklungen:
- Produktion: auch „Moonshining“ – Brauen und Destillieren in häufig von Einzelpersonen aus der Unterschicht unterhaltenen illegalen Kleinstbetrieben.
- Einfuhr: Mit dem Begriff Pipeline bezeichnete man in den USA der Prohibitionszeit ein von Schmugglerbanden betriebenes Transportnetz. Dieses bestand unter anderem aus Tunneln und präparierten Lastwagen (für den Schmuggel aus Mexiko und Kanada) sowie einer ganzen Flotte von Schmuggelschiffen. Eine Villa im kubanischen Varadero diente Al Capone als Schnapsdepot; heute befindet sich dort das Restaurant Casa de Al. Von Kuba wurde der Alkohol auf Yachten nach Florida transportiert. Die Fahrtrouten dieser Schiffe hießen im Volksmund „Schnapsstraße“ (engl. Rum Row).
- Vertrieb: Verkauft wurde vor allem in illegalen Kneipen (Speakeasys).

Im Verlauf der Prohibition kam es nach Schätzung des Gerichtsmediziners Charles Norris zu etwa 10.000 Todesfällen durch Vergiftung. Allein zu Weihnachten 1926 starben daran 31 Personen in New York. Während der Prohibition stand immer weniger ordentlich gebrannter Alkohol zur Verfügung. Bei unsauberem Brand wurde das giftige Methanol aus dem Vorlauf nicht immer korrekt vom Destillat getrennt und befand sich somit oft in toxischer Konzentration im fertigen Getränk. Alkohol für medizinische oder industrielle Zwecke wurde immer stärker vergällt und mit giftigen Zusatzstoffen versetzt, um Missbrauch zu verhindern. Dennoch wurde dieser Alkohol getrunken und führte so zu tödlichen Vergiftungen.

## Abschaffung
Der Druck durch die Bürger, denen die unübersehbaren Erfolge der „illegalen“ Branche und ihr zunehmend auf der Straße ausgetragener bewaffneter Kampf um Geschäftsanteile missfielen, sowie derer, die dem Gesetz Unverständnis entgegenbrachten, z. B. Kriegsheimkehrer aus dem Ersten Weltkrieg, wuchs ständig und brachte die Prohibition schließlich ins Wanken. Dies führte schließlich zur Aufhebung des 18. Zusatzartikels durch den 21. Zusatzartikel vom 20. Februar 1933 während der Endphase der Amtszeit von Präsident Herbert Hoover.

AMENDMENT XXI
Section 1.

The eighteenth article of amendment to the Constitution of the United States is hereby repealed.
Section 2.

The transportation or importation into any State, Territory, or possession of the United States for delivery or use therein of intoxicating liquors, in violation of the laws thereof, is hereby prohibited.
Section 3.

This article shall be inoperative unless it shall have been ratified as an amendment to the Constitution by conventions in the several States, as provided in the Constitution, within seven years from the date of the submission hereof to the States by the Congress.

„Art. 21
- Abschnitt 1. Der achtzehnte Zusatzartikel zur Verfassung der Vereinigten Staaten ist hiermit aufgehoben.
- Abschnitt 2. Der Versand oder die Einfuhr berauschender alkoholischer Getränke in einen Bundesstaat, ein Territorium oder eine Besitzung der Vereinigten Staaten zum Zwecke der Auslieferung oder des Gebrauchs daselbst ist hiermit verboten, wenn damit ein dort geltendes Gesetz verletzt wird.
- Abschnitt 3. Dieser Artikel wird ungültig, wenn er nicht gemäß der Verfassung von den gesetzgebenden Versammlungen der Bundesstaaten innerhalb von sieben Jahren vom Zeitpunkt seiner Unterbreitung durch den Kongress an die Bundesstaaten als Zusatzartikel der Verfassung bestätigt wird.“

Dieser Versuch ist in den USA bisher nicht wiederholt worden; das Verbot war nicht haltbar. Es gab immer irgendwo trinkbaren Alkohol zu kaufen; vor allem in New York City und Chicago. Insbesondere in den sogenannten „Speakeasys“, also getarnten Lokalitäten, in denen es (nach außen) nicht allzu laut zuging. Anfang der 1920er Jahre schätzte die Polizei die Zahl illegaler Kneipen in der Stadt New York auf 32.000 – doppelt so viele, wie es vor der Prohibition an legalen Kneipen gegeben hatte.
Die Organisation des illegalen Alkoholhandels hatten überwiegend organisierte Banden übernommen. Im Stadtgebiet von New York City beherrschte die US-amerikanische Cosa Nostra 25 % und die sogenannte Kosher Nostra 70 % des Schwarzmarktes; den Rest teilten sich Iren oder andere Gruppierungen. In Chicago hingegen herrschte das Chicago Outfit unter Al Capone, das sich gegen die irische North Side Gang tödlich durchsetzte. Die Gewinne aus diesem Handel waren im Vergleich zu den bisher betriebenen Geschäftsfeldern der Banden immens und wurden später nur durch Einnahmen aus dem illegalen Drogenhandel, insbesondere mit Heroin und Kokain oder Designerdrogen, übertroffen. Das Alkoholverbot hat seine Ziele in keiner Weise erreicht, sondern im Gegenteil dem kriminellen Gangstertum erst richtig zum Aufschwung verholfen und die Korruption befördert. Der politische Einfluss durch das entstandene Schwarzgeld hat die Cosa Nostra immer wieder vor der Strafverfolgung beschützt. So wurden die unterbezahlten Prohibitionsagenten, die das Verbot eigentlich überwachen sollten, durch Bestechung und Bedrohung gefügig gemacht. Bestochene Polizisten verrieten den Termin einer Razzia oder schauten generell weg; hochrangige Politiker und Beamte stellten z. B. Waffenscheine aus oder verhinderten staatsanwaltschaftliche Ermittlungen.
Wie die Einführung der Prohibition musste auch ihre Aufhebung durch die einzelnen Bundesstaaten umgesetzt werden. Dies geschah durch Volksabstimmungen und nicht durch die jeweiligen Parlamente der Einzelstaaten. Am 5. Dezember 1933 endete die Prohibition landesweit, als mit Utah der 36. Bundesstaat den 21. Zusatzartikel der Verfassung ratifizierte, womit die nötige Quote von 3/4 der (damals 48) Staaten erreicht war. Dieser Zusatzartikel stellte es den Bundesstaaten jedoch frei, die Prohibition auf eigene Faust fortzuführen. 1948 bestand sie immer noch in drei Staaten. Erst 1966 schaffte mit Mississippi der letzte US-Bundesstaat sie wieder ab. Es gibt jedoch einzelne Städte und Landkreise in den Südstaaten, die bis heute „trocken“ geblieben sind, sogenannte „dry counties“. In vielen Bundesstaaten ist der Kauf von Alkohol weiterhin nur in staatseigenen Läden erlaubt (auch als Alcoholic beverage control states bezeichnet), die teilweise nur in relativ geringer Anzahl existieren und für amerikanische Verhältnisse sehr beschränkte Öffnungszeiten haben. In einigen Staaten ist das Mitbringen von Alkohol aus anderen Bundesstaaten weiterhin eine Straftat.

## Spätfolgen
- Organisiertes Verbrechen: Obwohl den Alkoholschmugglern durch das Ende der Prohibition ihr „Kerngeschäft“ genommen wurde, blieben die Strukturen des organisierten Verbrechens bestehen und suchten nach neuen Geschäftsfeldern. Diese bestanden vor allem im Handel mit weiterhin illegalen Betäubungsmitteln wie Opium, woraus sich der bis heute bestehende organisierte Drogenhandel entwickelte.
- Brauwesen: Von einigen tausend Brauereien vor der Prohibition blieben nach 1933 nur noch Großbrauereien übrig, die sich mit der Produktion von near beer über Wasser gehalten hatten.
- Weinanbau: Durch die großflächige Rodung von Weinbergen lag der Weinbau noch jahrzehntelang darnieder.
- Trinkverhalten: Cocktails, meist aus starken Spirituosen und nichtalkoholischen Getränken gemischt, blieben auch nach der Prohibition in den USA noch lange beliebter als Wein und Bier.
- Biokraftstoff: In den 1890er Jahren war Ethanol (aus Getreide) der erste in US-amerikanischen Automobilen benutzte Treibstoff. Die 1919 eingeführte Prohibition zerstörte die vielen Getreidebrennereien, die viele Landwirte zur Herstellung ihrer preiswerten Ethanolbrennstoffe benutzten. Dies führte zu erhöhten Ausgaben auf Seiten der Landwirte und dem Umstieg auf ölbasierte Brennstoffe wie Benzin oder Diesel.
- Tourismus: Kreuzfahrten, auf denen außerhalb der Territorialgewässer Alkohol verkauft werden durfte (der Konsum selbst war nicht verboten), wurden populär, verbunden mit Ausflugszielen wie Nassau auf den Bahamas oder Havanna auf Kuba.

## Heutige Situation

Alkoholpolitik in den Vereinigten Staaten:

Seit durch den 21. Zusatzartikel der US-Verfassung die Prohibition aufgehoben wurde, ist die Regelung bezüglich Alkohol den Bundesstaaten oder jeweiligen Countys überlassen. Je nachdem, wie rigoros der Verkauf von Alkohol reglementiert wird, werden „trockene“, „halbtrockene“ und „nasse“ Countys (Dry, Semi-Dry und Wet) unterschieden.

## Computerspiele
- 1998: Gangsters: Organisiertes Verbrechen
- 2001: Gangsters 2
- 2002: Mafia
- 2013: Omerta – City of Gangsters
- 2020: Empire of Sin
- 2020: Mafia: Definitive Edition

## Filme
- 1931: Der öffentliche Feind
- 1939: Die wilden Zwanziger
- 1959: Manche mögen’s heiß
- 1971: Rum-Boulevard
- 1974: Der große Gatsby
- 1984: Es war einmal in Amerika
- 1991: Oscar – Vom Regen in die Traufe
- 1994: Legenden der Leidenschaft
- 1996: Last Man Standing
- 2009: Boardwalk Empire (Serie)
- 2011: Prohibition – Eine amerikanische Erfahrung. Ken Burns, Lynn Novick (Regie)
- 2012: Lawless – Die Gesetzlosen
- 2013: Der große Gatsby
- 2016: Live by Night

Al Capone
- 1932 Scarface
- 1959 Al Capone
- 1967 Chicago-Massaker (St. Valentine’s Day Massacre)
- 1983 Scarface
- 1987 The Untouchables – Die Unbestechlichen